# Villa Tesei
Villa Tesei è un comune dell'Argentina, situato nella provincia di Buenos Aires.